# Tomasz Czereśniak
Tomek Czereśniak (Tomuś, Tomek) – fikcyjna postać literacka, a także filmowa, z książki Janusza Przymanowskiego „Czterej pancerni i pies” i polskiego serialu telewizyjnego pod tym samym tytułem (1966–1970).

## Życiorys
Był strzelcem-radiooperatorem w czołgu „Rudy”. Syn chłopa ze Studzianek. Dołączył do załogi w Gdańsku. Był bardzo przywiązany do swego wiejskiego pochodzenia. Z polecenia ojca, zbierał po drodze wszelkie pożyteczne rzeczy, które Niemcy, uciekając, porzucili. Wprowadził do załogi „Rudego” wiele humoru. Gdy Niemcy zaminowali most, nie bał się go rozminować. Grał na akordeonie. Gdy Jan Kos został dowódcą, on zajął jego poprzednie miejsce. Gdy w odc. 16 załoga otrzymała nowy, 5-osobowy czołg, zajął miejsce Gustlika jako ładowniczy (Gustlik został działonowym). Przez niemal cały serial jest szeregowym; ale na ślubie Janka i Marusi oraz Gustlika i Honoraty (odc. 21. Dom) nosi już dystynkcje kaprala.
W serialu w jego osobę wcielił się Wiesław Gołas.

## Odznaczenia
- Brązowy Medal „Zasłużonym na Polu Chwały” – za zniszczenie amunicji nieprzyjaciela na pierwszej linii (odc. 13. Zakład o śmierć).

## Stopnie wojskowe
- szeregowiec – po zaciągnięciu się do armii – odcinki 10–20
- kapral – w maju 1945, prawdopodobnie za Akcję „Hermenegilda” lub udział w walkach o Berlin – odcinek 21

## Pierwowzory historyczne
Tomek został wprowadzony do serialu w drugim sezonie (drugim tomie powieści), w miejsce poległego Olgierda (Wasyla). Pierwszy sezon (pierwszy tom) skończył się wraz z zakończeniem szlaku bojowego 1 Brygady Pancernej na początku kwietnia 1945. Kolejne części powstały na prośbę widzów. Wyczerpana po ciężkich bojach na Wale Pomorskim i Pomorzu Gdańskim brygada nie mogła wziąć udziału w dalszych działaniach bojowych 1 Armii WP. W połowie kwietnia została jednak sformowana kompania dziesięciu sprawnych czołgów T-34-85 pod dowództwem por. Pawła Dobrynina, którą włączono w skład 4 Pułku Czołgów Ciężkich. Załogi uzupełniano czołgistami brygady, wracającymi ze szpitala oraz żołnierzami z uzupełnienia po szkołach pancernych. Tomasz nie służył wcześniej w armii (prawdopodobnie walczył wśród partyzantów lub im pomagał) i nie przeszedł przeszkolenia, jednak jest waleczny i szybko odnajduje się w wojsku.